# Journal of Cosmology and Astroparticle Physics
Journal of Cosmology and Astroparticle Physics is een internationaal, aan collegiale toetsing onderworpen wetenschappelijk tijdschrift op het gebied van de astronomie.
Het wordt uitgegeven door IOP Publishing.
Het eerste nummer verscheen in 2003.